# Lijst van voetbalinterlands Canada - Griekenland
Deze lijst van voetbalinterlands is een overzicht van alle officiële voetbalwedstrijden tussen de nationale teams van Canada en Griekenland. De landen speelden tot op heden vier keer tegen elkaar. De eerste ontmoeting, een vriendschappelijke wedstrijd, werd gespeeld in Montreal op 19 mei 1988. Het laatste duel, eveneens een vriendschappelijke wedstrijd, vond plaats op 9 februari 2011 in Larissa.

## Wedstrijden
| № | Plaats   | Datum           | Competitie        | Wedstrijd            | Uitslag |
| - | -------- | --------------- | ----------------- | -------------------- | ------- |
| 1 | Montreal | 19 mei 1988     | Vriendschappelijk | Canada – Griekenland | 0 – 1   |
| 2 | Toronto  | 21 mei 1988     | Vriendschappelijk | Canada – Griekenland | 0 – 3   |
| 3 | Toronto  | 29 mei 1988     | Vriendschappelijk | Canada – Griekenland | 0 – 0   |
| 4 | Larissa  | 9 februari 2011 | Vriendschappelijk | Griekenland – Canada | 1 – 0   |

## Samenvatting
| Competitie        | Totaal gespeeld | Winst Canada | Gelijk | Winst Griekenland | Doelsaldo Canada – Griekenland |
| ----------------- | --------------- | ------------ | ------ | ----------------- | ------------------------------ |
| Vriendschappelijk | 4               | 0            | 1      | 3                 | 0 − 5                          |
| Totaal            | 4               | 0            | 1      | 3                 | 0 − 5                          |

Wedstrijden bepaald door strafschoppen worden, in lijn met de FIFA, als een gelijkspel gerekend.

## Details

### Derde ontmoeting
| Canada | 0 – 0 | Griekenland |
|        | goals |             |

### Vierde ontmoeting
| Griekenland             | 1 – 0 | Canada |
| Ioannis Fetfatzidis 63' | goals |        |